# 洛里斯
洛里斯（法語：Lorris，法語發音：[lɔʁis]）是法国卢瓦雷省的一个市镇，位于该省中部偏东，属于蒙塔日区。

## 地理
洛里斯（47°53'21"N, 2°30'47"E）面积44.91 平方千米，位于法国中央-卢瓦尔河谷大区卢瓦雷省，该省份为法国中北部省份，北起埃松省，西北接厄尔-卢瓦省，西南接卢瓦-谢尔省，南至涅夫勒省和谢尔省，东临约讷省，东北接塞纳-马恩省。
与洛里斯接壤的市镇（或旧市镇、城区）包括：努瓦耶、莱博尔德、库德鲁瓦、拉库尔马里尼、蒙特罗、茹德里河畔维埃耶迈松、布赖-圣艾尼昂。

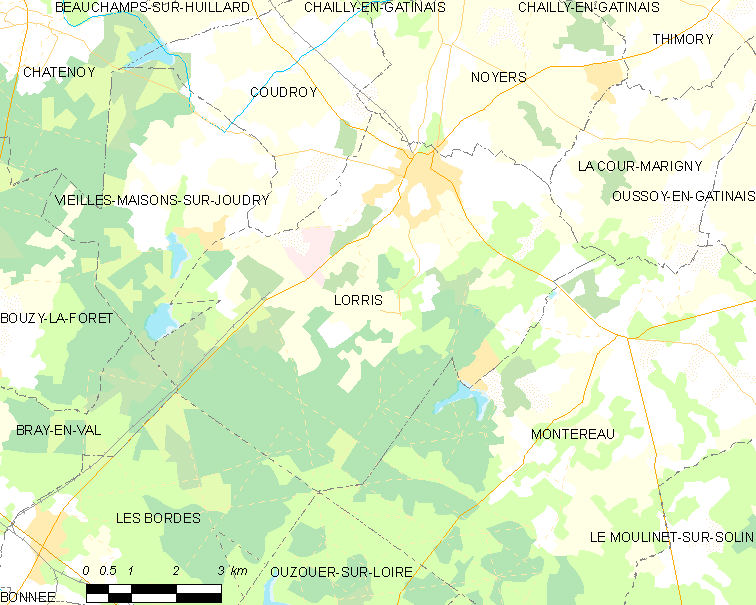
洛里斯的OSM定位图

洛里斯的时区为UTC+01:00、UTC+02:00（夏令时）。

## 行政
洛里斯的邮政编码为45260，INSEE市镇编码为45187。

## 政治
洛里斯所属的省级选区为洛里斯县。

## 人口

1962-2008年间洛里斯人口变化图示

洛里斯于2022年1月1日时的人口数量为3002人。

## 交通
卢瓦雷省省道D44线、D88线、D738线和D961线在洛里斯交汇。

## 景点
卢瓦雷省抵抗运动纪念馆（Musée départemental de la Résistance et de la Déportation de Lorris）位于洛里斯。